# Viliam Pauliny-Tóth

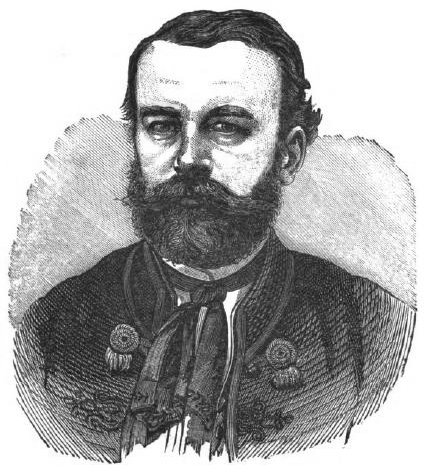
Viliam Pauliny-Tóth

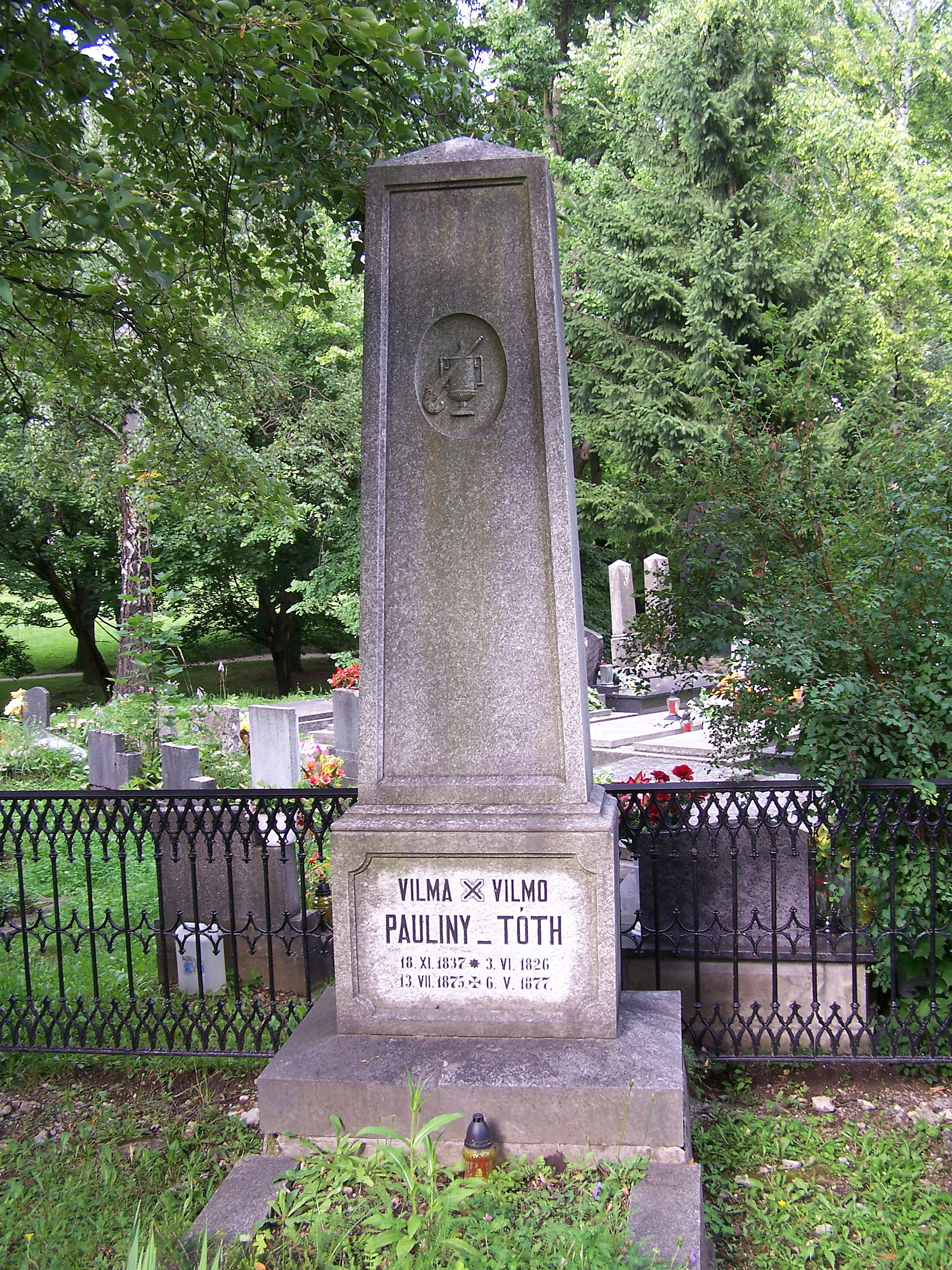
Grab von Viliam Pauliny-Tóth am Nationalfriedhof Martin

Viliam Pauliny-Tóth (* 3. Juni 1826 in Senica, Komitat Neutra, Königreich Ungarn, heute Slowakei; † 6. Mai 1877 in Martin) war ein slowakischer Politiker und Schriftsteller der Romantik. Pseudonyme: Amaranth, Boleslav, Budišovský, Lysický, Marek Rozmarín, Miloslavin, M. I. H., Mína, Mydloslav, Mydloslav Vechťovič, Podolský, R-n, Rozmarín, V. Miloslavín, V. Podolský.

## Leben
Pauliny kam zur Welt in der Familie des evangelischen Pfarrers Fridrich Viliam Pauliny und seiner Ehefrau Kristína, geb. Dedinská. Schon 1827 starb sein Vater und Pauliny wuchs als Halbwaise in der Familie des Schwiegervaters im kleinen Ort Zemianske Podhradie bei Nové Mesto nad Váhom auf, nach dessen Tod im Jahr 1831 wurde er in der Familie seines Onkels Ján Roy untergebracht. Er besuchte zuerst eine Schule in Nové Mesto nad Váhom (1832–34), gefolgt durch eine lateinische Schule in Senica (1834–36) sowie eine Schule in Komorn (1836–37), vor allem um Ungarischkenntnisse zu erwerben. Nach der erneuten Heirat seiner Mutter zog seine Familie in das Haus des Stiefvaters in der Kleinstadt Modra bei Pressburg und besuchte dort 1838–43 das evangelische Gymnasium und ging anschließend an das evangelische Lyzeum in Pressburg (1843–46) und lernte dort Ľudovít Štúr, eine herausragende slowakische Persönlichkeit seiner Zeit, der einen maßgeblichen Einfluss auf seine spätere Tätigkeit ausübte, kennen.
Nach dem Studienabschluss wurde er 1846 auf Štúrs Empfehlung Erzieher in der Familie eines reichen Gutsherren in Kovin nahe der Grenze zum Fürstentum Serbien, aber noch im selben Jahr entschied er sich zur Umkehr und arbeitete stattdessen als Erzieher in der Familie des Gutsherren Mikuláš Laskáry im Ort Horné Príbelce (heute Teil der Gemeinde Príbelce) im Komitat Hont. Dort arbeitete er u. a. mit dem Dichter Janko Kráľ zusammen. Im Revolutionsjahr 1848 akzeptierte Pauliny eine Lehrerstelle am Lyzeum in Kremnitz, doch bald musste er als „Panslawe“ unter Androhung der aufständischen ungarischen Landwehr beitreten. Nach der für die Ungarn verloren gegangenen Schlacht bei Schwechat desertierte er und wurde 1849 Offizier der slowakischen Aufstandsarmee. Nach der Revolution war er als Beamte in den Komitaten Trentschin und Neutra beschäftigt, 1853 wurde er nach Kecskemét als erster Komitatskommissar berufen. Dort heiratete er 1855 Vilma Tóth und der kinderlose Onkel seiner Frau adoptierte ihn. Seither trägt er den Nachnamenszusatz Tóth und das Adelsprädikat de Tőre et Tóthmegyer. Nach der Entlassung aus dem Staatsdienst 1860 konzentrierte sich Pauliny-Tóth auf kulturelle und politische Tätigkeit und gab in Pest 1861–64 die satirische Zeitschrift Černokňažník heraus, weiter kümmerte er sich um die Herausgabe der belletristischen Zeitschrift Sokol (1862–69) in Skalitz und war in großem Maße an Vorbereitungen des Memorandums der slowakischen Nation (1861) und an der Tätigkeit des slowakischen Kulturinstituts Matica slovenská bis zu deren Schließung seitens der ungarischen Behörden im Jahr 1875 beteiligt. Auf sein Betreiben entstand in Martin ein slowakisches evangelisches Gymnasium und war Mitbegründer mehrerer slowakischer Kulturvereine und -gesellschaften. Des Weiteren war es als Redakteur slowakischsprachiger Zeitungen Pešťbudínske vedomosti und Národné noviny tätig und nach der Gründung der Slowakischen Nationalpartei im Jahr 1871 wurde er zum ersten Vorsitzenden.
Er ist am Nationalfriedhof Martin begraben.

## Werk
Seine ersten Gedichte schrieb Pauliny-Tóth noch während den Studien in den 1840er Jahren. Während die frühesten Werke durch Romantismus gekennzeichnet sind, heben spätere Gedichte utilitaristische Ziele und zwar den Kampf den Slowaken für politische und kulturelle Rechte. Ein Gedichtzyklus erschien 1866 unter dem Namen Staré i nové piesne Viliama Podolského, ein umfassendes Sammelwerk (Básne Viliama Paulinyho-Tótha) wurde erst 1877 nach seinem Tod herausgegeben. Hervorzuheben ist das schon 1846 geschriebene, aber erst 1862 veröffentlichte Versdrama Ľudská komédia (Menschliche Komödie), darüber hinaus schrieb er Lustspiele wie Kocúrkovský bál (1862) und Pansláv (1867).
In den 1860er und 1870er Jahren veröffentlichte Pauliny-Tóth vor allem Prosa in verschiedenen Genres, ein besonderer Schwerpunkt ist die Arbeit mit dem slowakischen nationalen Programm. Hierzu zählen Memoiren und Autobiographien wie Trinásta pieseň, Volebné rozpomienky und Škola a život, Erzählungen Kráľova žena, Kyčina, Tatarský plen sowie der Roman Trenčiansky Matúš (1871), die sich mit den Rechten der Slowaken zur Zeit Österreich-Ungarns auseinandersetzt. Eine Sammlung sowohl eigener als auch übersetzter Prosa erschien 1866–70 in vier Bänden im Werk Besiedky 1 – 4. Weiter war er als Publizist tätig und veröffentlichte 1876 sein wissenschaftliches Werk Slovenské bájoslovie (etwa: Slowakische Sagenkunde). 
Er veröffentlichte auch Übersetzungen aus dem Russischen (Iwan Sergejewitsch Turgenew, Alexander Sergejewitsch Puschkin), Deutschen, Französischen und Ungarischen.